# Solenopsis schilleri

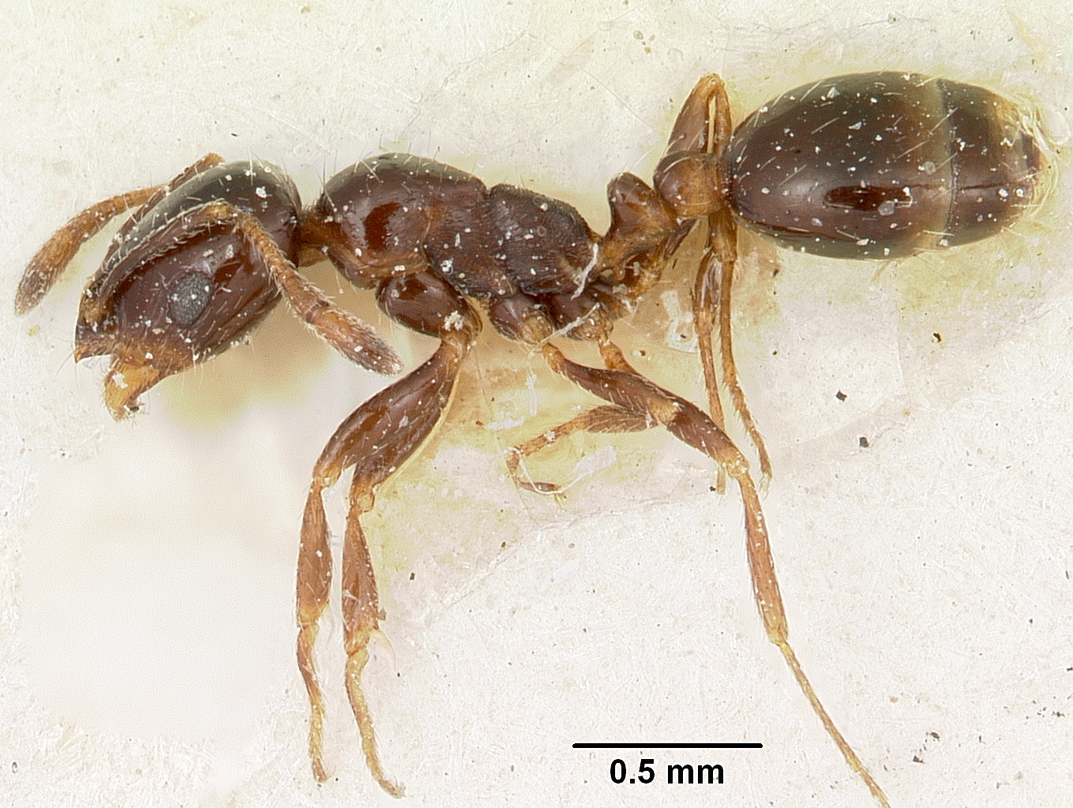
Вид сбоку

Solenopsis schilleri (лат.) — вид мелких муравьёв рода Solenopsis из подсемейства Myrmicinae (Formicidae). Новый Свет.

## Распространение
Южная Америка: Аргентина (Kairouan, Argentina, Neuquen).

## Описание
Мелкого размера муравьи коричневого цвета; длина рабочих около 2 мм. Отличается вогнутым спереди наличником (клипеус с выемкой по переднему краю). Глаза состоят из 50-60 омматидиев. Длина головы рабочих (HL) 0,540 мм, ширина головы (HW) 0,456 мм. Усики рабочих 10-члениковые с 2-члениковой булавой. Длина скапуса усиков (SL) 0,318 мм. Заднегрудка угловатый, но без проподеальных шипиков.
Стебелёк между грудкой и брюшком состоит из двух узловидных члеников (петиоль и постпетиоль).

## Систематика
Вид был впервые описан в 1923 году швейцарским мирмекологом Феликсом Санчи (Felix Santschi, 1872—1940) по типовым материалам из Аргентины, валидный статус подтверждён в 2013 году в ходе ревизии американскими энтомологами Хосе Пачеко и Уильямом МакКеем (Pacheco, Jose A. & Mackay, William P.). Название дано в честь Д. Шиллера (D. Schiller), собравшего типовую серию. Вместе с видами S. gensterblumi, S. macrops, S. nigella, S. oculata, S. andina, S. photophila принадлежит к комплексу видов nigella species complex.